# Lambayong (Sultan Kudarat)
Lambayong è una municipalità di terza classe delle Filippine, situata nella Provincia di Sultan Kudarat, nella regione di Soccsksargen.
Lambayong è formata da 26 baranggay:
- Caridad (Cuyapon)
- Didtaras
- Gansing (Bilumen)
- Kabulakan
- Kapingkong
- Katitisan
- Lagao
- Lilit
- Madanding
- Maligaya
- Mamali
- Matiompong
- Midtapok

- New Cebu
- Palumbi
- Pidtiguian
- Pimbalayan
- Pinguiaman
- Poblacion (Lambayong)
- Sadsalan
- Seneben
- Sigayan
- Tambak
- Tinumigues
- Tumiao (Tinaga)
- Udtong